# Jean Guyot de Villeneuve
Pour les articles homonymes, voir Jean Guyot, Guyot et Villeneuve.
Jean Guyot de Villeneuve, né le 7 février 1864 au château de Lagrange-Montalivet à Saint-Bouize (Cher) et mort le 3 mai 1909 à Issy-les-Moulineaux, est un militaire et homme politique français, célèbre pour avoir révélé en octobre 1904 le scandale de l'affaire des fiches à la tribune de la Chambre des députés.

## Biographie

### Famille
Jean Pierre Guyot de Villeneuve naît le 9 février 1864 au château de Lagrange-Montalivet[réf. nécessaire], à Saint-Bouize dans le Cher. Il est le fils de Gustave Guyot de Villeneuve — grand collectionneur, bibliophile et préfet de Seine-et-Marne sous l'Ordre moral — et de Marie-Amélie Bachasson de Montalivet — fille du comte Camille Bachasson de Montalivet et filleule du roi Louis Philippe et de la reine Marie-Amélie de Bourbon. Il est le cousin du comte André de Fels. 
Son frère ainé, Camille, est député des Basses-Alpes de 1906 à 1910 et épouse la fille de Jacques Piou, président de l'Action libérale. Son autre frère, François, se marie avec Claudie Gaudin, petite-fille de Claude Alphonse Delangle. Jean Guyot de Villeneuve reste pour sa part célibataire et n'a pas de descendance directe.

### Carrière militaire
Il fait ses études au lycée de Melun, puis à celui de Laon, et enfin au lycée Fontanes à Paris. Choisissant le métier des armes, il est admis à l'École militaire de Saint-Cyr en 1882, et en sort en 1884. En 1889, il participe aux manœuvres militaires fédérales en Suisse.  
Il suit les cours de l'École de guerre de 1889 à 1891, d'où il sort capitaine breveté d'état-major. En 1891, il effectue plusieurs missions spéciales au Turkestan. Tenu en haute estime par le général de Boisdeffre, chef d'état-major de l'Armée, il allait être nommé attaché militaire à Washington lorsque la disgrâce de son chef, provoquée par l'affaire Dreyfus, entraîne par ricochet la sienne.
En juillet 1899, alors que l'Affaire bat son plein, il écrit à Gabriel Syveton, qui vient d'être suspendu pendant un an de son poste d'enseignant pour propos nationalistes, une lettre d'encouragement accompagnée d'un chèque représentant un an du salaire de l'enseignant. Rendue publique, la lettre fait le tour de la presse et lui vaut d'être mis aux arrêts pendant 60 jours par le général de Galliffet, alors ministre de la Guerre,.
En décembre 1901, il démissionne de l'armée après vingt ans de carrière et écrit au général Louis André, le nouveau ministre de la Guerre, pour lui présenter les raisons de son départ et détailler tout le mal qu'il pense des réformes que ce dernier a entreprises pour républicaniser l'armée à marche forcée. Le ministre, pour se venger de cet affront, le place dans la réserve militaire avec le grade de sergent.

### Débuts en politique
Guyot de Villeneuve se présente aux élections législatives de 1902 dans la 5e circonscription de Saint-Denis (département de la Seine) en tant que candidat des comités nationalistes de la Seine. Il est élu dès le premier tour avec 7 487 voix contre 6 060 pour le député radical sortant Philippe Laloge. Son élection ayant été remise en cause, une enquête a lieu et sa victoire n'est validée qu'un an plus tard.
Guyot de Villeneuve est très impliqué dans les milieux nationalistes : en 1901, il adhère à la Ligue de la patrie française, dont il entre ensuite au comité directeur. En 1905, il se rapproche également de la Ligue des patriotes. À la Chambre des députés, il siège au sein du groupe républicain nationaliste, dont il est l'un des vice-présidents. En 1906, il s'inscrit également au groupe parlementaire de l'Action libérale.
À la Chambre, il fait partie du groupe des études militaires et de celui des intérêts de Paris ; ses centres d'intérêts principaux sont les débats à propos de l'armée française et des finances. S'opposant avec les nationalistes à la majorité du Bloc des gauches, il critique la politique anticléricale du ministère Combes et s'indigne de la corruption ambiante.  
Le 5 juin 1903, à l'occasion d'une proposition de loi de Joseph Lasies visant à supprimer la « période de treize jours » (de formation) des territoriaux, Maurice Berteaux monte à la tribune et accuse l'opposition de manœuvrer pour supprimer une disposition nécessaire à la mise en place du service militaire de deux ans, planifiée par les radicaux (future loi Maurice Berteaux). Guyot de Villeneuve l'interrompt alors : « Vous jouez bien la comédie, vous n'êtes qu'un comédien ! ». Berteaux, se jugeant insulté par cette intervention, réclame une rétractation ou une réparation par les armes. Guyot de Villeneuve ayant refusé de se rétracter, ce dernier choisit pour témoins Louis-Auguste Cachet et Fery de Ludre. Le 6 juin, les deux hommes se battent en duel à l'épée, à Neuilly ; le député est touché au bras par Berteaux,. Le 4 décembre 1904, Guyot de Villeneuve sert de témoin à Paul Déroulède lors de son duel fameux avec Jean Jaurès à la frontière espagnole. 
Le Dictionnaire des parlementaires français dirigé par Jean Jolly le décrit de la manière suivante : « D'un tempérament de droite au comportement rigoureux et intègre, il proclame et défend ses idées politiques avec intransigeance en faveur d'un état nationaliste qui établirait une armée d'airain sans collusion politique, des finances saines, une politique sociale mais libérale où toutes les libertés seraient respectées, notamment la liberté de conscience. »

### Affaire des fiches
Il fut contacté en 1904 dans des circonstances rocambolesques par Jean-Baptiste Bidegain, le secrétaire adjoint du Grand Orient de France, qui lui révéla le système de renseignements mis en place entre le Ministère de la guerre et le Grand Orient. Lorsque le ministre avait des décisions à prendre concernant des officiers (établissement des tableaux d'avancement, promotion à la Légion d'honneur, ou affectations), il demandait au GO de se renseigner sur leurs opinions politiques et religieuses. Le secrétariat du GO faisait alors appel au réseau des frères maçons, et faisait remonter les informations ainsi recueillies au Ministère de la guerre. Les catholiques étaient alors systématiquement écartés. Jean de Villeneuve acheta à Jean-Baptiste Bidegain une partie des documents conservés à ce sujet dans les archives de la rue Cadet : lettres de demandes de renseignements émanant du Ministère de la guerre ; correspondance avec les loges ; photocopies de fiches transmises. Ainsi armé, il fit éclater l'affaire au Parlement au cours de deux séances mémorables, le 28 octobre et le 4 novembre 1904. 
Ce fut la fameuse « affaire des fiches » qui provoqua, après de nombreux rebondissements, la chute du ministère Combes mais pas la fin de la politique anticléricale de combat dont il s'était fait le héros.
Le 12 novembre 1904, Guyot de Villeneuve est l'un des deux témoins de Syveton lors du duel au pistolet qui l'oppose au capitaine Jean de Gail, qui avait flétri la gifle de Syveton dans une lettre, . Lorsque Syveton est retrouvé mort, en décembre 1904, à la veille de son procès, il accuse les franc-maçons de l'avoir assassiné. 
En août 1905, sous la pression de la gauche, Maurice Berteaux réintègre le général Paul Peigné dans l'armée, lui confiant la présidence du Comité technique de l'artillerie. L'évènement déclenche la colère des nationalistes ; Guyot de Villeneuve annonce qu'il va reprendre la publication des fiches et dépose une demande d'interpellation du gouvernement. Cependant, il se ravise, attirant sur lui les critiques de l'extrême droite qui l'accuse d'être un « froussard » et de craindre pour sa vie. En février 1906, constatant que rien n'a changé et que le système des fiches se poursuit, Guyot de Villeneuve met sa menace à exécution dans les pages du journal L'Éclair. Pendant plusieurs semaines, il poursuit la publication de son dossier, ce qui cause à nouveau des troubles en province. Le Grand Orient, afin de protéger les rédacteurs de fiches, lance une manœuvre occulte : il « constitu[e] un certain nombre de fausses fiches où, à côté des renseignements véridiques, il f[a]it figurer des indications fantaisistes et diffamatoires sur les mœurs et le caractère de l’officier fiché, auquel ce document [est] ensuite adressé, accompagné de ces quelques mots : « Cette fiche sera publiée prochainement » ». Craignant d'être sali par la publication de ces fiches et persuadés qu'elles sont en possession du député nationaliste, des officiers font pression sur Guyot de Villeneuve pour qu'il cesse ses publications dans L’Éclair ; soucieux de la réputation du corps des officiers, ce dernier accepte de mettre fin à sa campagne de presse,. 
In fine, la deuxième vague de publication de fiches est un échec ; le député est accusé de « rabâcher des vieilles histoires » et ne parvient pas à peser sur les élections législatives de 1906, dominées par la question de la séparation de l'Église et de l'État. L'opposition perd une soixantaine de sièges, dont trente pour les nationalistes ; Guyot de Villeneuve échoue à se faire réélire à Neuilly. En effet, au premier tour de scrutin, le député sortant est largement en tête avec 7 685 voix contre 4 583 pour son adversaire radical Hector Depasse mais, au second tour, ce dernier triomphe en recevant 8 206 suffrages contre 7 365 pour Guyot de Villeneuve.

Caricatures de Jean Guyot de Villeneuve
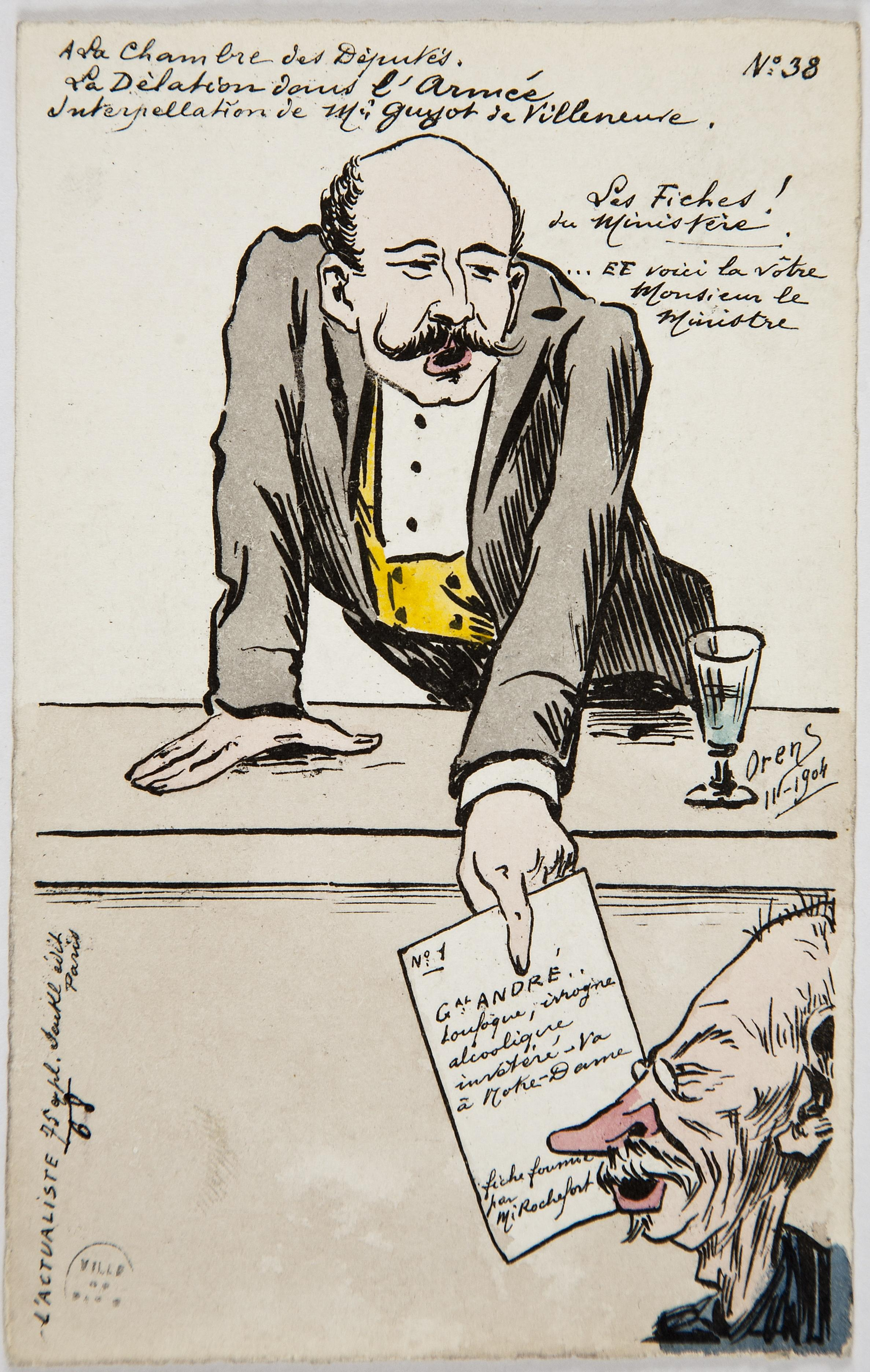
Caricature de l'interpellation par Guyot de Villeneuve du général André à la Chambre, le 28 octobre 1904.
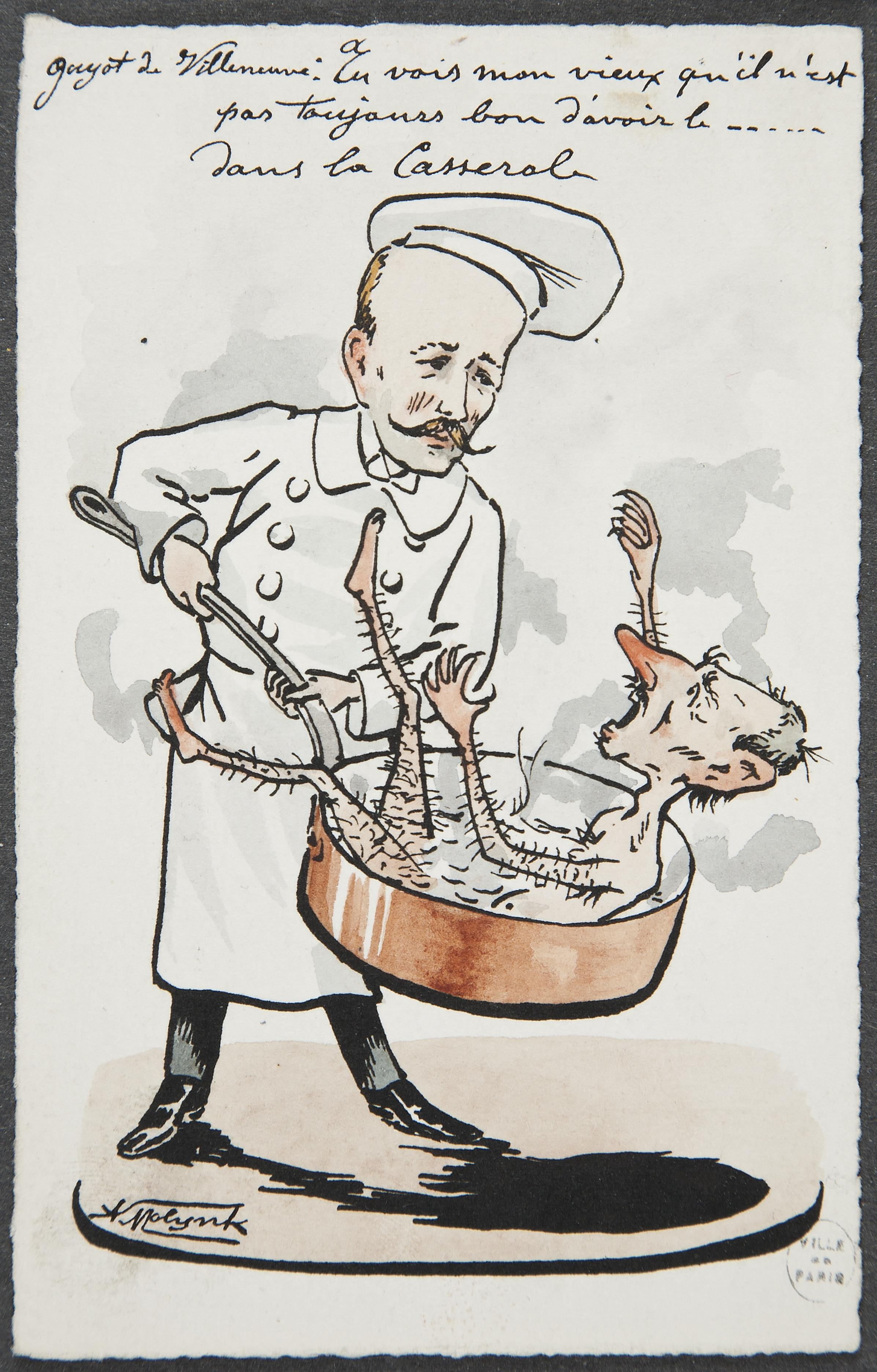
Caricature faisant référence aux délateurs, surnommés « casseroles » dans l'argot de l'époque.

### Fin de vie
Peu après sa défaite aux législatives de 1906, il a un grave accident d'automobile à Issy-les-Moulineaux ; bien que grand cavalier, il s'était en effet passionné très tôt pour ce nouveau mode de locomotion dont il était devenu un amateur averti[réf. nécessaire]. Il en reste très diminué et meurt à Issy-les-Moulineaux en 1909, à l'âge de 45 ans. Il reçoit des obsèques religieuses.  
Il était membre du Cercle de l'Union.